# Marc Schnyder
Marc Schnyder, né le 25 septembre 1952 à Genève, est un footballeur suisse qui évoluait au poste de milieu défensif. Il évolue au sein de l'équipe de Suisse de 1976 à 1980 et joue uniquement pour le Servette FC. Il met un terme à sa carrière de joueur en 1987.

## Carrière

### Débuts
Marc Schnyder a joué chez les juniors du Servette FC puis est appelé en 1972 par l'entraineur allemand de la première équipe Jürgen Sundermann.

### Le succès avec le Servette de Genève
Marc Schnyder a effectué toute sa carrière pro au Servette FC. Une carrière de 15 ans durant laquelle il a joué 398 matchs, notamment durant la mythique épopée du club de 1979, où le Servette a remporté le championnat, la Coupe de Suisse, la Coupe des Alpes et la Coupe de la Ligue.

### Équipe de Suisse
Marc Schnyder est appelé en équipe de Suisse entre 1976 et 1980.

## Palmarès
- avec le Servette FC :
  - Vainqueur de la Coupe des Alpes en 1973
  - Vainqueur de la Coupe des Alpes en 1975
  - Vainqueur de la Coupe des Alpes en 1976
  - Finaliste de la Coupe de Suisse en 1976
  - Vainqueur de la Coupe de la Ligue en 1977
  - Vainqueur de la Coupe de Suisse en 1978
  - Vainqueur de la Coupe de Suisse en 1979
  - Vainqueur de la Coupe de la Ligue en 1979
  - Vainqueur de la Coupe des Alpes en 1979
  - Champion de Suisse en 1979
  - Vainqueur de la Coupe de la Ligue en 1980
  - Finaliste de la Coupe de Suisse en 1983
  - Vainqueur de la Coupe de Suisse en 1984
  - Champion de Suisse en 1985
  - Finaliste de la Coupe de Suisse en 1986
  - Finaliste de la Coupe de Suisse en 1987